# دايسوكي يانو
دايسوكي يانو (باليابانية: 矢野 大輔) (26 أكتوبر 1984 في اليابان – )؛ هو لاعب كرة قدم ياباني سابق كان يلعب كمدافع.

## وصلات خارجية
- دايسوكي يانو على موقع رابطة كرة القدم اليابانية للمحترفين (اليابانية)
- دايسوكي يانو على موقع قاعدة بيانات كرة القدم.إي يو (الإنجليزية)
- دايسوكي يانو على موقع Soccerway.com (الإنجليزية)